# Angenehmes Wiederau, BWV 30a

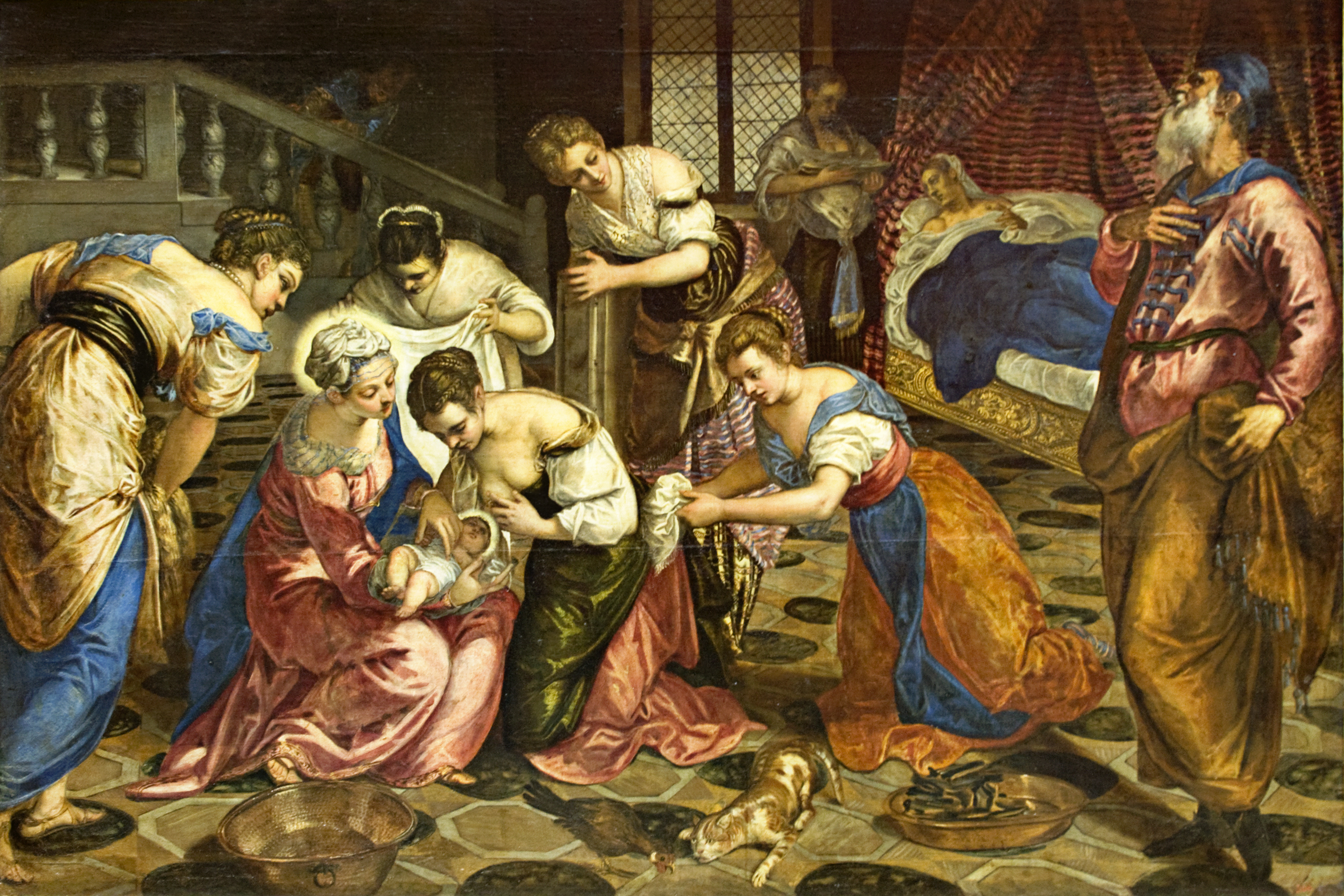
Natividad de San Juan Bautista, ocasión celebrada en esta cantata.

Angenehmes Wiederau, BWV 30a (Encantadora Wiederau) es una cantata profana escrita por Johann Sebastian Bach en Leipzig en homenaje a Johann Christian von Hennicke y fue estrenada el 28 de septiembre de 1737.

## Historia
Bach compuso esta obra durante su estancia como Thomaskantor en Leipzig en 1737 en homenaje a Johann Christian von Hennicke, que acababa de adquirir una propiedad que incluía el castillo de Wiederau y había sido nombrado alto caballero funcionario por el conde von Brühl, primer ministro de Sajonia. La única interpretación de la obra se llevó a cabo el 28 de septiembre de 1737, el día de la toma de posesión, en el citado castillo cerca de Leipzig. Bach se basó en esta obra para escribir la cantata de iglesia Freue dich, erlöste Schar, BWV 30, compuesta en Leipzig en 1737 para celebrar el nacimiento de San Juan Bautista. La cantata fue interpretada por primera vez el 28 de septiembre de 1737.

## Análisis

### Texto
El texto de la cantata probablemente fue escrito por Christian Friedrich Henrici, también conocido como Picander, que era el libretista de confianza de Bach. El tema del coral es "Freu dich sehr, o meine Seele", que fue codificado por Louis Bourgeois, al arreglar el Salmo 42 en su colección Pseaumes octante trios de David (Ginebra, 1551). Bourgeois parece haber estado influenciado por la canción profana "Ne l'oseray je dire" recogida en el Manuscrit de Bayeux publicado hacia 1510.

### Instrumentación
La obra está escrita para cuatro solistas vocales (soprano, alto, tenor y bajo) y un coro a cuatro voces; dos flauti traversi, dos oboes, oboe d'amore, dos violines, viola y bajo continuo.

### Estructura
Consta de trece movimientos, que se organizan en dos partes para ser interpretadas antes y después del sermón.
1. Coro: Angenehmes Wiederau
2. Recitativo (bajo, soprano, alto, tenor): So ziehen wir
3. Aria (bajo): Willkommen im Heil, willkommen in Freuden
4. Recitativo (alto): Da heute dir, gepriesner Hennicke
5. Aria (alto): Was die Seele kann ergötzen
6. Recitativo (bajo): Und wie ich jederzeit bedacht
7. Aria (bajo): Ich will dich halten
8. Recitativo (soprano): Und obwohl sonst der Unbestand
9. Aria (soprano): Eilt, ihr Stunden, wie ihr wollt
10. Recitativo (tenor): So recht! ihr seid mir werte Gäste
11. Aria (tenor): So, wie ich die Tropfen zolle
12. Recitativo (soprano, bajo, alto): Drum, angenehmes Wiederau
13. Coro: Angenehmes Wiederau

El decimoprimer movimiento, un aria para tenor, es una reelaboración de un aria para soprano de la cantata BWV 210. Los otros movimientos principales están tomados de BWV 30, mientras que los recitativos son de nueva composición.

## Discografía selecta
De esta pieza se han realizado una serie de grabaciones entre las que destacan las siguientes.
- 1980 – Kantate BWV 30a. Max Pommer, Leipziger Universitätschor, Neues Bachisches Collegium Musicum (Eterna, Berlin Classics)
- 2000 – Edition Bachakademie Vol. 139. Helmuth Rilling, Gächinger Kantorei, Bach-Collegium Stuttgart (Hänssler)
- 2002 – J.S. Bach: Complete Cantatas Vol. 22. Ton Koopman, Amsterdam Baroque Orchestra & Choir (Antoine Marchand)
- 2007 – J.S. Bach: Weltliche Kantaten BWV 30a & 207. Gustav Leonhardt, Les Chantres du Centre de Musique Baroque de Versailles, Café Zimmermann (Alpha)